# 非洲女王号
《非洲女王号》（英語：The African Queen）是一部1952年的美国冒险电影，改编自C·S·福雷斯特1935年的同名小说。该片由约翰·休斯顿导演，山姆·斯皮格制片，约翰·休斯顿和詹姆斯·阿吉编剧，亨弗莱·鲍嘉和凯瑟琳·赫本主演。鲍嘉凭借该片中的表演获奥斯卡最佳男主角奖。

## 剧情

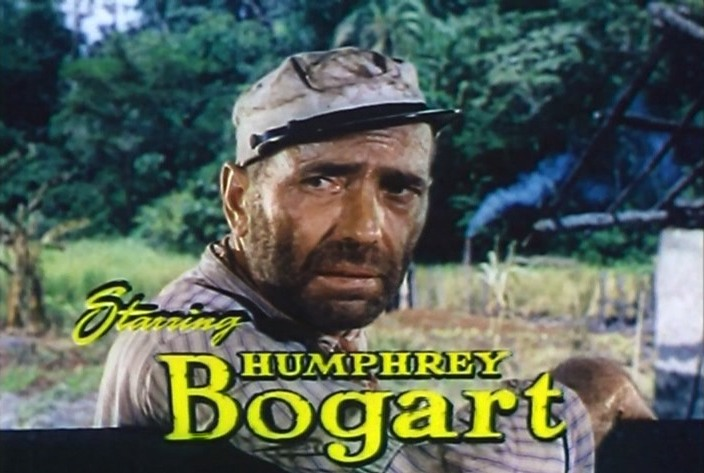
男主角

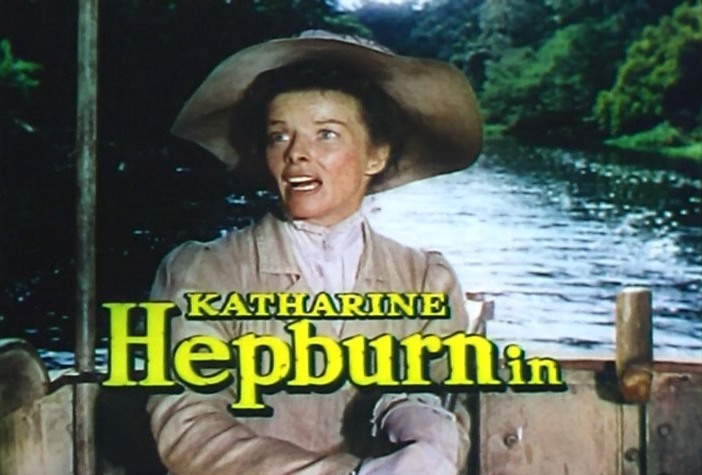
女主角

故事发生在第一次世界大战时期的1914年的德屬東非的坦桑尼亚。
查理·奥耐特是一名因失业而流落到非洲的矿山机械工人，罗斯·塞耶是一位向非洲土人传道的拘谨的女教士。为了逃离德国军队的控制区，两人同乘一艘破旧的汽船——“非洲皇后号”，沿河顺流而下。在荒野中，这对个性迥异的中年男女不仅产生了真挚的爱情，最后还把氧氣筒改装成鱼雷，勇敢地击沉了一艘德国战舰，救下被俘自己。

## 角色
- Humphrey Bogart - 查理·奥耐特/Charlie Allnut
- Katharine Hepburn - 罗斯·塞耶/Rose Sayer
- Robert Morley - Rev. Samuel Sayer
- Peter Bull - Captain of Louisa
- Theodore Bikel - the First Officer
- Walter Gotell - the Second Officer
- Peter Swanwick - the First Officer of Shona
- Richard Marner - the Second Officer of Shona

## 奖项与荣誉
第24屆奥斯卡奖
- 最佳男主角奖
- 最佳导演提名
- 最佳女主角提名
- 最佳改编剧本提名

荣誉
- 1998年-AFI百年百大电影-17位
- 2002年-AFI百年百大爱情电影-14位
- 2006年-AFI百年百大励志电影-48位
- 2007年-AFI百年百大电影 (2007年版)-65位
- 被国家影片登记部典藏于国会图书馆

## 外部連結
- 開眼電影網上《非洲皇后》的資料（繁體中文）
- 豆瓣电影上《非洲女王号》的資料 （简体中文）
- 时光网上《非洲女王号》的資料（简体中文）
- AllMovie上《The African Queen》的资料（英文）
- 爛番茄上《The African Queen》的資料（英文）
- Box Office Mojo上《The African Queen》的資料（英文）
- TCM电影资料库上《The African Queen》的资料（英文）
- 互联网电影数据库（IMDb）上《The African Queen》的资料（英文）